# اورارد دس باراس
اورارد دس باراس (به انگلیسی: Everard des Barres) سومین استاد بزرگ شوالیه‌های معبد از ۱۱۴۷ تا ۱۱۵۲ بود.